# ثلاثة رجال وامرأة (فلم)
ثلاثة رجال وامرأة هو فيلم مصري عرض عام 1960، بطولة صباح وكمال الشناوي وسعاد حسني وعبد السلام النابلسي، ومن إخراج حلمي حليم.

## قصة الفيلم
تعيش سامية (صباح) بصحبة شقيقتها الصغرى ثريا (سعاد حسني)، تبحث سامية عن فتى أحلامها الذي ترغب في الارتباط به. تستمع في الراديو لصوت المذيع أحمد (عبد السلام النابلسي) فتُعجب به وتذهب لمقابلته ويعرض عليها الزواج.
تلتقي في مباراةٍ للتنس مع البطل الرياضي مختار (كمال الشناوي) فتُعجب به أكثر من أحمد الذي تحاول الخلاص منه.
ثم يظهر في حياتها الدكتور جلال (أحمد فراج) الذي يثير إعجابها هو الآخر. وتكون النتيجة أن سامية تجد نفسها في حيرة شديدة إزاء اختيارها النهائي.

## طاقم التمثيل
- صباح: (سامية)
- كمال الشناوي: (مختار شريف)
- سعاد حسني: (ثريا)
- عبد السلام النابلسي: (أحمد عزمي)
- أحمد فراج: (جلال رأفت)
- محمد عبد القدوس: (علي علام - خال سامية)
- زينب صدقي: (والدة جلال)
- وداد حمدي: (بسيمة - الخادمة)
- عزيزة حلمي: (فيفي)
- رفيعة الشال: (ريري)
- سعيد خليل
- حسين إسماعيل

## فريق العمل
- إخراج: حلمي حليم
- قصة: نيروز عبد الملك
- سيناريو وحوار: السيد بدير، نيروز عبد الملك
- مدير التصوير: علي حسن
- مونتاج: حلمي صادق
- إشراف على المونتاج: ألبير نجيب
- إنتاج: أفلام وادي النيل (فهمي داود)
- توزيع: أفلام مصر الجديدة

## أغاني الفيلم
- حصل يا حبيبي، تأليف: عبد العزيز سلام، ألحان محمد الموجي
- الحلو ليه تقلان، تأليف: فتحي قورة، ألحان محمد الموجي
- عايزة أنساه، تأليف: عبد الوهاب محمد، ألحان بليغ حمدي